# Porpema
Porpema prunella é uma espécie de Hydrozoa, a única do género uniespecífico Porpema, que forma colónias de zoóides. Sabe-se pouco sobre esta espécie pois não existem registos confirmados de ter sido encontrada desde finais do século XIX, duvidando-se mesmo da sua existência.

## Descrição
Apesar das incertezas que pairam sobre a espécie, aparenta ser relacionada com os restantes condróforos, os quais incluem os géneros Velella e Porpita. O conhecimento sobre esta espécie é escasso, não existindo avistamentos confirmados desde a sua descoberta em 1801 e descrição por Ernst Haeckel em 1888.
Pertencendo ao grupo dos condróforos, é provável que o seu comportamento seja semelhante ao das espécies dos restantes géneros da família. Contudo, existem sérias dúvidas sobre a sua existência, apesar de Arthur Knyvett Totton (A.K. Totton) ter criado a ordem Chondrophora para acomodar três géneros coloniais pleustónicos não classificados em outras ordens, sugerindo que eles ainda podem existir.
O género Porpema foi descrito por Jean-Baptiste Lamarck em 1801. A única notícia subsequente de avistamento de um espécime deve-se a Ernst Haeckel em 1888, que erroneamente incluiu diversas ilustrações da espécie, de diferentes pontos de vista e estádios do ciclo de vida  entre os sifonóforos, pois os condróforos foram originalmente classificados como Siphonophorae.
Apesar da falta de observações de espécimes, algumas conclusões simples podem ser feitas a partir das ilustrações e do que se conhece sobre os restantes membros dos Porpitidae, pois os condróforos apresentam características comuns a todas as espécies do agrupamento.
Todos os condróforos possuem pequenos "tentáculos", conhecidos por conterem nematocistos capazes de causar irritação, embora de pouca gravidade, quando em contacto com a pele humana. Cada "tentáculo" divide-se em numerosas ramificações, cada um dos quais termina em nematocistos urticante.
Os restantes membros conhecidos deste agrupamento taxonómico vivem na superfície do oceano aberto, constituindo colónias de hidróides carnívoros, de livre flutuação, cujo papel na comunidade de plâncton é semelhante ao das medusas pelágicas. Nos outros condróforos, as estruturas que permitem a flutuabilidade, os flutuadores, são membranas cheias com gás. A estrutura dos flutuadores não é óbvia nesta espécie nem está clara na ilustração de Haeckel, e não foram formalmente descritos, embora a estranha estrutura em forma de chapéu no lado aboral do hidrozoário possa ter essa função. A colónia de hidróides por sua vez assemelha-se de perto aos tentáculos de um Scyphozoa, mas cada estrutura tentacular é um zoóide individual, que pode consistir numa medusa ou pólipo.
A espécie é considerada neustónica, permanecendo passivamente à deriva junto à superfície das águas do mar. Uma única "boca" está localizado na parte de baixo da colónia, parecendo ser ajustável e móvel. A "boca" é usado tanto para o consumo de presas como para a expulsão de resíduos.